# Alpí II
Alpí II, també conegut amb el nom de Álpin mac Uuroid, va ser rei dels pictes del 775 al 778/780.

## Orígens
L’origen d’Alpí, o d’Elphin, és controvertit. Els historiadors proposen diferents opcions:
- Marjorie Ogilvie Anderson creu simplement que era el nebot del seu predecessor Ciniod mac Uuredech, fill de la seva germana i d'un tal Uuroid.
- Alfred P. Smyth no es pronuncia sobre el seu origen, tot i que creu que l'escot Fergus mac Echdach s'hauria casat una germana d’Elpin, donant així drets matrilinials sobre el regne picte als seus descendents.
- James E. Fraser l’identifica amb un descendent del cabdill escot o picte Deile Roith, un fill del qual anomenat Finnguine va morir en un combat contra els northumbrians el 711 i un altre, Garnait, va morir el 716 durant el regnat del rei Nechtan. James Fraser identifica el pare d'Alpí II, Uuroid o Uurad (en gaèlic Feradach) amb Uurad o Feroth mac Finnguine l'exactor Nechtani mort el 729 durant la batalla de Monid Carno propera al Loch Laegde.
- Alex Woolf diu per la seva banda que aquest Uurad/Wrad seria el mateix personatge que Uuredech/Wredech, el pare del seu predecessor Ciniod mac Uuredech (mort el 775).

## Regnat
La Crònica picta atribueix a aquest rei un regnat de 3 anys i mig. Els Annals d'Ulster mencionen la seva mort el 780, que seria cinc anys després de la desaparició del seu predecessor Ciniod mac Uuredech. Els annals l'anomenen curiosament Eipin rex Saxonum. Aquesta denominació potser està relacionada al fet que va regnar sobre un territori dels pictes del sud conquerit a Northúmbria durant el regnat d'Óengus I; A.O Anderson proposa que el seu nom és d'origen anglo-saxó: Ælfwine, i que la seva mare seria angla.
Alfred P. Smyth considera que una de les seves germanes s'hauria casat amb el rei Fergus mac Echdach de Dál Riata i que aquesta parella seria l'origen dels dos reis que van governar sobre els pictes i els escots units dins del marc del regne de Fortriu: Constantí I mac Uurguist i Unuist mac Uurguist.
Marjorie O. Anderson desenvolupa aquesta hipòtesi i dona a Alpí II dues altres germanes casades una amb un tal Talorgen i seria mare de Drest mac Talorgen, i l'altra amb un tal Drostan/Drust i seria mare de Talorgan mac Drust.